# تجریش ناتمام
تجریش ناتمام فیلمی به کارگردانی ونویسندگی پوریا آذربایجانی و تهیه‌کنندگی مهدی داوری محصول سال ۱۳۹۴ است.

## داستان فیلم
امیر و سرور دو دانشجوی سابق دانشکده سینما تئاتر هستند که بعد از 20 سال شب عید سال 90 با هم دیدار می‌کنند.